# 国鉄クモル24形電車
クモル24形は、かつて日本国有鉄道（国鉄）に在籍した旧形電車である。

## 概要
1959年（昭和34年）6月1日に施行された車両形式称号規程改正により、車体長17m級の片運転台式事業用制御電動車（配給車）に与えられた形式で、18両が1958年（昭和33年）から1970年（昭和45年）にかけて、モハ11形（クモハ11形）の改造により製作された。改番前の落成車は、モル4500形またはモル4511形と称した。
車体の後部を無蓋化しており、L字形の車体が特徴的である。

## 番号区分
番号の区分は次のとおりである。
クモル24000 - 240041958年にモハ11形100・150番台の改造により製作されたもの。改造落成時は、モル4500 - 4504と称した。前位運転台に続いて有蓋室を有する。無蓋部は鋼製のあおり戸である。荷重は無蓋部10t、有蓋部2tである。詳細は国鉄30系電車を参照。
クモル24005 - 24007・24010・240111967年（昭和42年）および1968年（昭和43年）にクモハ11形100・150番台の改造により製作されたもの。24000 - 24004のグループとほぼ同形であるが、無蓋部のあおり戸の高さが250mm低く、鋼板プレス製であることが異なる。詳細は国鉄30系電車を参照。
クモル24012・24013・24020 - 240221959年、1967年、1969年、1970年にクモハ11形200番台の改造により製作されたもの。旧モハ31形の改造であるため、1959年改造車は24020に付番され、1967年の増備車は旧モハ30形を改造種車とした24007の続番の24008・24009とするよう計画されたが、再度の計画変更により20番台の続番とされた。その後落成した旧モハ30形改造車にそれに続く24010・24011が与えられ、24008・24009は欠番となったが、1969年、1970年落成車は三度計画が変更され、旧モハ30形改造車に続く24012・24013が与えられた。このグループは、無蓋部側板のあおり戸が背の低い鋼板プレス製である。詳細は国鉄31系電車を参照。
クモル240511958年にモハ11形400番台の改造により製作されたもの。改造落成時はモル4511と称した。台枠強度の関係から、無蓋部の側板は、鋼製の固定式である。詳細は国鉄50系電車を参照。
クモル24052・240531964年（昭和39年に）モハ11形400番台の改造により製作されたもの。24051とは異なり、無蓋部は背の低い鋼板プレス製のあおり戸となり、前面は非貫通化の上、前面窓と戸袋窓がHゴム支持となった。詳細は国鉄50系電車を参照。